# Neduba
Genre
Neduba est un genre d'insectes de la famille des Tettigoniidae, originaire d'Amérique du Nord.

## Espèces
Les espèces suivantes (dont une éteinte) appartiennent au genre Neduba :
- Neduba ambagiosa Cole, Weissman & Lightfoot, 2021
- Neduba arborea Cole, Weissman & Lightfoot, 2021
- Neduba carinata Walker, 1869
- Neduba cascadia Cole, Weissman & Lightfoot, 2021
- Neduba castanea (Scudder, 1899)
- Neduba convexa Caudell, 1907
- Neduba diabolica (Scudder, 1899)
- Neduba duplocantans Cole, Weissman & Lightfoot, 2021
- † Neduba extincta Rentz, 1977
- Neduba inversa Cole, Weissman & Lightfoot, 2021
- Neduba longiplutea Cole, Weissman & Lightfoot, 2021
- Neduba lucubrata Cole, Weissman & Lightfoot, 2021
- Neduba macneilli Rentz & Birchim, 1968
- Neduba oblongata Cole, Weissman & Lightfoot, 2021
- Neduba propsti Rentz & Weissman, 1981
- Neduba prorocantans Cole, Weissman & Lightfoot, 2021
- Neduba radicata Cole, Weissman & Lightfoot, 2021
- Neduba radocantans Cole, Weissman & Lightfoot, 2021
- Neduba sequoia Cole, Weissman & Lightfoot, 2021
- Neduba sierranus (Rehn & Hebard, 1911)
- Neduba steindachneri (Herman, 1874)